# Pointe-Noire
Pointe-Noire ([pwɛ̃t.nwaʁ]; em português:  Ponta Negra; em 
kikongo: Njinji, Ndindi, Pwente-Nwale) é uma cidade e uma comuna da República do Congo. É capital do departamento autónomo homônimo desde 2002, mas foi anteriormente a capital da região de Kouilou. Está situada num promontório entre a Baía de Pointe-Noire e o Oceano Atlântico. Pointe-Noire é o principal centro comercial da República do Congo e a segunda maior cidade do país, com uma população de 1 398 812 habitantes, de acordo com o censo nacional oficial.

## História
O nome Pointe-Noire (“Ponta Negra”, em língua portuguesa) teve origem nos navegadores portugueses que viram um bloco de rochas negras no promontório em 1484. A partir de então, Pointe-Noire, chamada em português Ponta Negra, tornou-se um ponto de referência marítimo e, depois, uma pequena aldeia piscatória a partir de 1883, após a assinatura de um tratado entre os franceses e a população local, os loangos.
Em 1903, o domínio colonial francês pôs fim ao Congo Francês e criou as colônias do Gabão e Médio Congo, que posteriormente foram reunidos aos territórios de Ubangui-Chari e Chade sob a égide do governo geral da África Equatorial Francesa (AEF) em 1910. Rapidamente se tornou necessário construir um caminho de ferro que ligasse Brazzaville, o ponto terminal da navegação fluvial no rio Congo e no rio Ubangui, à costa atlântica. Como as corredeiras impossibilitam a navegação no rio Congo além de Brazzaville, e o local do terminal da ferrovia costeira tinha de permitir a construção de um porto de águas profundas, as autoridades escolheram o local de Ponta Negra em vez de Libreville, como previsto originalmente. Em 1923, foi escolhido para ser o terminal do Caminho-de-Ferro Congo-Oceano, a mais importante e vital linha ferroviária brazavile-congolesa.
Em 1927, a água potável tornou-se disponível na cidade, que tinha cerca de 3 000 habitantes. O aeroporto foi construído em 1932. Em 1934, o governador Raphael Antonetti inaugurou a ferrovia Congo-Oceano. O primeiro hospital foi construído em 1936. No mesmo ano, o Banque de l'Afrique Occidentale, com sede em Paris, abriu sua primeira agência na cidade. Em 1942, o porto de Pointe-Noire recebeu seu primeiro navio e tornou a cidade o porto marítimo da AEF. Pointe-Noire tinha 20 000 habitantes em 1950 e se tornou a capital do Congo Médio, enquanto Brazzaville era a capital da AEF.
Em 1957, o Congo Médio tornou-se a República do Congo, embora ainda não fosse independente. Os incidentes ocorridos durante as eleições legislativas de 1958 levaram os líderes da União Democrática para a Defesa dos Interesses Africanos (Union démocratique pour la défense des interets africains, UDDIA) a transferir a capital para Brazzaville, já que Pointe-Noire estava sob a influência da oposição política.
Pointe-Noire continuou crescendo e era a cidade mais moderna quando o Congo conquistou a independência em 1960. Em seguida, a descoberta de petróleo por volta de 1980 atraiu novamente as pessoas e as instalações da Elf-Aquitaine. A população dobrou em 1982 e chegou a 360 000 habitantes em 1994. As guerras civis de 1997 e 1999 causaram um fluxo de refugiados dos departamentos vizinhos (Lékoumou, Niari, Bouenza, Pool) para Pointe-Noire, fazendo com que a população subisse para mais de 1 milhão de habitantes.
Recentemente, o governo propôs o desenvolvimento de um novo porto de recursos a granel a ser construído em Point Indienne, 30 quilômetros ao norte do porto de Pointe-Noire. Uma reunião foi realizada em 2012 com um grupo de 10 ministérios do governo do Congo e empresas de mineração convidadas para discutir futuras oportunidades de desenvolvimento.

## Geografia
Pointe-Noire desenvolveu-se em função da indústria petrolífera, dos seus portos e da indústria da pesca. As principais atrações de Point-Noire são suas praias, muito procuradas para a prática do surf.[carece de fontes?]

## Economia
A economia de Pointe-Noire é baseada na exploração do petróleo e nas atividades portuárias. Por se tratar de uma cidade portuária, é muito comum encontrar pratos com peixe e frutos do mar, nos mais variados cafés existentes pela cidade.
O Grande Mercado, "Le Grand Marché", é o maior mercado de rua da República do Congo, com cerca de 15 quilómetros quadrados de extensão, abrigando mais de 150 lojas, e milhares de barracas. Por dia, estima-se que cerca de 15 mil pessoas passem pelo "Le Grand Marché". Estima-se que 50% da renda da população da classe pobre tenha alguma relação com o comércio praticado no mesmo.